# Nehardea
Nehardea (arameiska: נהרדעא, translittererat: nəhardəʿā, vilket betyder “kunskapens flod”) var en stad i det område som i antika judiska källor kallas Babylonien. Den låg vid eller nära sammanflödet av floderna Eufrat och Nahr Malka (”kungliga kanalen”), och var ett av de tidigaste och mest framstående centrumen för babylonisk judendom. 
Staden var hemvist för Nehardeas akademi, en av de mest betydelsefulla talmudiska akademierna i Babylonien, och hyste stora lärda som Samuel av Nehardea, Rav Nachman och Amemar.

## Plats
Nehardea låg strax intill eller var helt identiskt med Anbar, som ligger en kort sträcka ifrån där den nutida staden Falluja ligger. Falluja i sin tur, ligger på samma plats som Pumbedita).

## Historia

### Före den amoraiska perioden
Som säte för exilarken spårade Nehardea sitt ursprung tillbaka till kung Jojakin. Enligt Sherira Gaon byggde Jojakin och hans medexilarker en synagoga i Nehardea, och till dess grund använde de (enligt berättelsen i Psaltaren 102:15) jord och stenar som de hade forslat dit från Jerusalem. Av denna anledning kallades platsen ”synagogan som drev iväg och slog sig ned” (Shaf we-Yatib), ett namn som nämns flera gånger i källor från 200- och 300-talet e.Kr. Enligt Abaye var detta den plats där shekhinah (”den gudomliga närvaron”) vilade i Babylonien.
Den prästerliga judiska befolkningen i Nehardea sades härstamma från slavarna till Pashur ben Immer, som var samtida med kung Jojakin. Det finns även andra antydningar i Talmud som ifrågasätter renheten i härkomsten hos judarna i Nehardea.
Det faktum att översteprästen Hyrkanos II under en tid levde under en tid levde i staden som fånge hos parterna kan förklara varför vissa invånare, så sent som på 200-talet, härledde sitt ursprung till hasmonéerna. Stadens betydelse under det sista århundradet av andra templets existens framgår av följande uttalande av Josefus:
| ” | The city of Nehardea is thickly populated, and among other advantages possesses an extensive and fertile territory. Moreover, it is impregnable, as it is surrounded by the Euphrates and is strongly fortified. | „ |

Hänvisningar till Nehardeas territoriums omfattning förekommer även i Talmud. Förutom Eufrat utgjorde även Nehar Malka (Kungens kanal) en av stadens naturliga försvarslinjer. Även färjeöverfarten över floden (eller möjligen över kanalen) nämns. Josefus säger vidare: “Nehardea och Nisibis var de östliga judarnas skattkammare, där tempelskatterna förvarades fram till de angivna dagarna då de skulle skickas vidare till Jerusalem.”
Nehardea var också födelsestad för de två judiska bröderna Anilai och Asinai, som under första tredjedelen av första århundradet e.Kr. grundade en semi-autonom stat vid Eufrat, under partiskt styre, och orsakade stora bekymmer för de babyloniska judarna genom sina rövarliknande räder. Efter Jerusalems förstörelse nämns Nehardea först i samband med Rabbi Akivas vistelse där. Efter Hadrianus, under den tannaitiska perioden finns en anekdot som berättar om en skuld som Aḥai ben Josiah behövde driva in i Nehardea.

### Amoraiska perioden
Nehardea trädde tydligt fram i historien i slutet av den tannaitiska perioden. Vid den tiden var Rav Shelas skola framträdande, och banade väg för verksamheten vid de babyloniska akademierna. Samuel från Nehardea (vars far, Abba ben Abba, var en av stadens ledare) lade grunden för akademins rykte. Även Rav undervisade där under en period, men grundade sedermera akademin i Sura, som skulle komma att vinna ännu större berömmelse.  Nehardeas historia under denna tid kan sammanfattas i Samuels verksamhet. Kort efter hans död förstördes staden år 259 e.Kr. av Papa ben Neser (antingen ett annat namn för Odenathus, eller en av hans generaler) år 259 e.Kr.. Därefter övertogs dess roll som centrum för den andra akademin av Pumbedita.
Nehardea återfick dock snart sin betydelse, då den framstående Rav Nachman bodde där. Det finns flera hänvisningar till hans verksamhet. Rava berättar om en promenad han tog med Nachman genom “Skomakargatan”, eller enligt en annan version, genom “de lärdas gata”. Vissa av stadens portar, som redan under Samuels tid var så täckta av jord att de inte gick att stänga, grävdes fram av Nachman. Två utsagor där Nachman betecknar Nehardea som "Babel" har bevarats. Även Sheshet bodde där tillfälligt. Enligt en tradition från 300-talet hörde enamora i Nehardea vissa tannaitiska läror som innan dess varit okända för skriftlärda i Nehardea.  Staden fortsatte att vara hemvist för många lärda män, varav några tillhörde Mahuzas skola, (som var betydande vid den tiden), och andra Pumbedita-skolan.
Mot slutet av 300-talet och början av 400-talet blev Nehardea åter ett centrum för babylonisk judendom, främst genom Amemars verksamhet, även om detta överskuggades av Rav Ashi, ledare för akademin i Sura. Det var Rav Ashi som lät flytta exilarkens säte till Sura, som enligt tradition alltid hade legat i Nehardea. Amemar försökte införa recitationen av de tio budorden i Nehardea, men avråddes från detta av Ashi.
Andra lärda från 300- och 400-talen som nämns i Talmud som härstammande från Nehardea inkluderar:
- Dimi[16] (som senare blev föreståndare i Pumbedita som efterträdare till Ḥama)
- Zebid[17]
- Rav Nachman[18]
- Ḥanan[19]
- Simai [20]
- Adda b. Minyomi, kallad ”domaren i Nehardea”.[21]

Ytterligare några spridda uppgifter om Nehardea:
- Det var en gammal liturgisk sed i staden att läsa avsnitt ur Ketuvim under shabbatseftermiddagen.
- Området kring Nehardea ansågs osäkert på grund av beduiner och rövare. [22]
- En gammal rättsprocedur från domstolen i Nehardea nämns i Ketubot 87a.
- Nheardea nämns under 200-talet tillsammans med Lod i Palestina som två städer vars invånare var högfärdiga och okunniga.
- Nehardea är även känt inom masoretlitteraturen på grund av en gammal tradition om antalet verser i Bibeln – det sägs att Hamnuna  förde denna tradition från Nehardea, där han mottagit den från Naḳḳai.

### Gaoniska perioden
Aḥa från Be-Ḥatim, från trakten kring Nehardea, nämns av Sherira Gaon som en av de saboraiska auktoriteterna under 500-talet.  Mar R. Ḥanina nämns som en av de tidigaste gaonerna av Pumbedita, och sägs ha bott i Nehardea under Muhammeds tid. Detta är den sista historiska omnämnandet av Nehardea i judisk historia. Benjamin från Tudela nämner dock ruinerna av synagogan Shaf-Yatib, belägen två dagsresor från Sura och en och en halv från Pumbedita.